# Handlovské lúky
Handlovské lúky este o arie protejată (arie specială de conservare — SAC, sit de importanță comunitară — SCI) din Slovacia întinsă pe o suprafață de 333,71 ha, integral pe uscat.

## Localizare
Centrul sitului Handlovské lúky este situat la coordonatele 48°41′59″N 18°43′44″E / 48.699833°N 18.728786°E.

## Înființare
Situl Handlovské lúky a fost declarat sit de importanță comunitară în decembrie 2021.

## Biodiversitate
Situată în ecoregiunea alpină, aria protejată conține 1 habitat natural: Fânețe de joasă altitudine (Alopecurus pratensis, Sanguisorba officinalis).
La baza desemnării sitului se află un număr nedeclarat de specii protejate.